# Coppa del Mondo di combinata nordica 2025
La Coppa del Mondo di combinata nordica 2025 è stata la quarantaseiesima edizione della manifestazione organizzata dalla Federazione internazionale sci e snowboard, la quinta a prevedere un circuito di gare femminili. Durante la stagione si sono tenuti a Trondheim i Campionati mondiali di sci nordico 2025, non validi ai fini della Coppa del Mondo il cui calendario ha contemplato dunque un'interruzione tra febbraio e marzo.
La stagione maschile è iniziata il 29 novembre 2024 a Kuusamo, in Finlandia, e si è conclusa il 22 marzo 2025 a Lahti, ancora in Finlandia. Si sono disputate 19 delle 21 gare individuali in programma (9 Gundersen, 6 individuali compact, 4 a partenza in linea) in 8 tappe: 11 su trampolino normale, 8 su trampolino lungo. Il tedesco Vinzenz Geiger ha vinto la sia la Coppa del Mondo generale sia la Coppa del Mondo di compact; il norvegese Jarl Magnus Riiber era il detentore uscente della Coppa del Mondo generale.
La stagione femminile è iniziata il 6 dicembre 2024 a Lillehammer, in Norvegia, e si è conclusa il 16 marzo 2025 a Oslo, ancora in Norvegia. Si sono disputate tutte le gare in programma, tutte individuali (5 Gundersen, 6 individuali compact, 3 a partenza in linea), in 6 tappe: 12 su trampolino normale, 2 su trampolino lungo. La tedesca Nathalie Armbruster ha vinto sia la Coppa del Mondo generale, sia quella di compact; la norvegese Ida Marie Hagen era la detentrice uscente della Coppa del Mondo generale.
A differenza degli anni precedenti, non sono state inserite in calendario gare a squadre e gare a squadre miste. In seguito all'invasione russa dell'Ucraina del 2022, gli atleti russi e bielorussi sono stati esclusi dalle competizioni.

## Uomini

### Risultati
| Data             | Località                | Nazione   | Trampolino                  | Spec.         | Primo              | Secondo            | Terzo               |
| ---------------- | ----------------------- | --------- | --------------------------- | ------------- | ------------------ | ------------------ | ------------------- |
| 29 novembre 2024 | Kuusamo                 | Finlandia | Rukatunturi HS142           | IC LH/7,5 km  | Jarl Magnus Riiber | Vinzenz Geiger     | Julian Schmid       |
| 30 novembre 2024 | Kuusamo                 | Finlandia | Rukatunturi HS142           | IN LH/10 km   | Johannes Rydzek    | Julian Schmid      | Vinzenz Geiger      |
| 1º dicembre 2024 | Kuusamo                 | Finlandia | Rukatunturi HS142           | MS LH/12,5 km | Vinzenz Geiger     | Jarl Magnus Riiber | Manuel Faißt        |
| 7 dicembre 2024  | Lillehammer             | Norvegia  | Lysgårdsbakken HS98         | IN NH/10 km   | Jarl Magnus Riiber | Julian Schmid      | Johannes Lamparter  |
| 8 dicembre 2024  | Lillehammer             | Norvegia  | Lysgårdsbakken HS140        | IC LH/7,5 km  | Vinzenz Geiger     | Julian Schmid      | Jarl Magnus Riiber  |
| 20 dicembre 2024 | Ramsau am Dachstein     | Austria   | W90-Mattensprunganlage HS98 | MS NH/10 km   | Jarl Magnus Riiber | Jens Lurås Oftebro | Kristjan Ilves      |
| 21 dicembre 2024 | Ramsau am Dachstein     | Austria   | W90-Mattensprunganlage HS98 | IN NH/10 km   | Vinzenz Geiger     | Ilkka Herola       | Julian Schmid       |
| 18 gennaio 2025  | Schonach im Schwarzwald | Germania  | Langenwaldschanze HS100     | IN NH/10 km   | Jens Lurås Oftebro | Johannes Lamparter | Ilkka Herola        |
| 19 gennaio 2025  | Schonach im Schwarzwald | Germania  | Langenwaldschanze HS100     | IC NH/7,5 km  | Johannes Lamparter | Jarl Magnus Riiber | Vinzenz Geiger      |
| 25 gennaio 2025  | Hakuba                  | Giappone  | Hakuba HS134                | IN LH/10 km   | cancellata         | cancellata         | cancellata          |
| 26 gennaio 2025  | Hakuba                  | Giappone  | Hakuba HS134                | IN LH/10 km   | cancellata         | cancellata         | cancellata          |
| 31 gennaio 2025  | Seefeld in Tirol        | Austria   | Toni Seelos HS109           | MS NH/10 km   | Jarl Magnus Riiber | Johannes Lamparter | Jens Lurås Oftebro  |
| 1º febbraio 2025 | Seefeld in Tirol        | Austria   | Toni Seelos HS109           | IC NH/7,5 km  | Jens Lurås Oftebro | Jarl Magnus Riiber | Vinzenz Geiger      |
| 2 febbraio 2025  | Seefeld in Tirol        | Austria   | Toni Seelos HS109           | IN NH/10 km   | Vinzenz Geiger     | Jarl Magnus Riiber | Jens Lurås Oftebro  |
| 7 febbraio 2025  | Otepää                  | Estonia   | Tehvandi HS97               | MS NH/10 km   | Jarl Magnus Riiber | Johannes Lamparter | Vinzenz Geiger      |
| 8 febbraio 2025  | Otepää                  | Estonia   | Tehvandi HS97               | IN NH/10 km   | Vinzenz Geiger     | Jarl Magnus Riiber | Jens Lurås Oftebro  |
| 9 febbraio 2025  | Otepää                  | Estonia   | Tehvandi HS97               | IC NH/7,5 km  | Vinzenz Geiger     | Jarl Magnus Riiber | Julian Schmid       |
| 15 marzo 2025    | Oslo                    | Norvegia  | Holmenkollen HS134          | IN LH/10 km   | Vinzenz Geiger     | Jarl Magnus Riiber | Johannes Lamparter  |
| 16 marzo 2025    | Oslo                    | Norvegia  | Holmenkollen HS134          | IC LH/7,5 km  | Ilkka Herola       | Vinzenz Geiger     | Johannes Lamparter  |
| 21 marzo 2025    | Lahti                   | Finlandia | Salpausselkä HS130          | IN LH/10 km   | Johannes Lamparter | Ilkka Herola       | Julian Schmid       |
| 22 marzo 2025    | Lahti                   | Finlandia | Salpausselkä HS130          | IN LH/10 km   | Johannes Lamparter | Julian Schmid      | Laurent Muhlethaler |

Legenda:

IN = individuale Gundersen

IC = individuale compact

MS = partenza in linea

SP = sprint

T = gara a squadre

NH = trampolino normale

LH = trampolino lungo

### Classifiche

#### Generale
| Pos. | Nome               | Nazione   | Punti |
| ---- | ------------------ | --------- | ----- |
| 1    | Vinzenz Geiger     | Germania  | 1506  |
| 2    | Jarl Magnus Riiber | Norvegia  | 1385  |
| 3    | Johannes Lamparter | Austria   | 1317  |
| 4    | Julian Schmid      | Germania  | 1285  |
| 5    | Ilkka Herola       | Finlandia | 1114  |
| 6    | Jens Lurås Oftebro | Norvegia  | 1073  |
| 7    | Stefan Rettenegger | Austria   | 854   |
| 8    | Franz-Josef Rehrl  | Austria   | 826   |
| 9    | Johannes Rydzek    | Germania  | 801   |
| 10   | Kristjan Ilves     | Estonia   | 743   |

#### Compact
| Pos. | Nome               | Nazione   | Punti |
| ---- | ------------------ | --------- | ----- |
| 1    | Vinzenz Geiger     | Germania  | 540   |
| 2    | Jarl Magnus Riiber | Norvegia  | 450   |
| 3    | Johannes Lamparter | Austria   | 440   |
| 4    | Julian Schmid      | Germania  | 400   |
| 5    | Ilkka Herola       | Finlandia | 327   |
| 6    | Jens Lurås Oftebro | Norvegia  | 296   |
| 7    | Stefan Rettenegger | Austria   | 264   |
| 8    | Franz-Josef Rehrl  | Austria   | 230   |
| 9    | Johannes Rydzek    | Germania  | 222   |
| 10   | Kristjan Ilves     | Estonia   | 218   |

#### Nazioni
| Pos. | Nazione     | Punti |
| ---- | ----------- | ----- |
| 1    | Germania    | 6179  |
| 2    | Austria     | 5340  |
| 3    | Norvegia    | 4976  |
| 4    | Finlandia   | 1551  |
| 5    | Francia     | 1019  |
| 6    | Giappone    | 980   |
| 7    | Estonia     | 743   |
| 8    | Stati Uniti | 600   |
| 9    | Italia      | 392   |
| 10   | Rep. Ceca   | 172   |

## Donne

### Risultati
| Data             | Località                | Nazione  | Trampolino                  | Spec.      | Prima                | Seconda              | Terza                |
| ---------------- | ----------------------- | -------- | --------------------------- | ---------- | -------------------- | -------------------- | -------------------- |
| 6 dicembre 2024  | Lillehammer             | Norvegia | Lysgårdsbakken HS98         | IN NH/5 km | Ida Marie Hagen      | Gyda Westvold Hansen | Lisa Hirner          |
| 7 dicembre 2024  | Lillehammer             | Norvegia | Lysgårdsbakken HS98         | IC NH/5 km | Ida Marie Hagen      | Nathalie Armbruster  | Gyda Westvold Hansen |
| 20 dicembre 2024 | Ramsau am Dachstein     | Austria  | W90-Mattensprunganlage HS98 | MS NH/5 km | Ida Marie Hagen      | Haruka Kasai         | Minja Korhonen       |
| 21 dicembre 2024 | Ramsau am Dachstein     | Austria  | W90-Mattensprunganlage HS98 | IC NH/5 km | Ida Marie Hagen      | Nathalie Armbruster  | Gyda Westvold Hansen |
| 18 gennaio 2025  | Schonach im Schwarzwald | Germania | Langenwaldschanze HS100     | IN NH/5 km | Ida Marie Hagen      | Nathalie Armbruster  | Haruka Kasai         |
| 19 gennaio 2025  | Schonach im Schwarzwald | Germania | Langenwaldschanze HS100     | IC NH/5 km | Ida Marie Hagen      | Gyda Westvold Hansen | Marte Leinan Lund    |
| 31 gennaio 2025  | Seefeld in Tirol        | Austria  | Toni Seelos HS109           | MS NH/5 km | Ida Marie Hagen      | Gyda Westvold Hansen | Nathalie Armbruster  |
| 1º febbraio 2025 | Seefeld in Tirol        | Austria  | Toni Seelos HS109           | IC NH/5 km | Nathalie Armbruster  | Gyda Westvold Hansen | Haruka Kasai         |
| 2 febbraio 2025  | Seefeld in Tirol        | Austria  | Toni Seelos HS109           | IN NH/5 km | Nathalie Armbruster  | Gyda Westvold Hansen | Haruka Kasai         |
| 7 febbraio 2025  | Otepää                  | Estonia  | Tehvandi HS97               | MS NH/5 km | Yūna Kasai           | Haruka Kasai         | Jenny Nowak          |
| 8 febbraio 2025  | Otepää                  | Estonia  | Tehvandi HS97               | IN NH/5 km | Ida Marie Hagen      | Haruka Kasai         | Nathalie Armbruster  |
| 9 febbraio 2025  | Otepää                  | Estonia  | Tehvandi HS97               | IC NH/5 km | Nathalie Armbruster  | Ida Marie Hagen      | Haruka Kasai         |
| 15 marzo 2025    | Oslo                    | Norvegia | Holmenkollen H134           | IN LH/5 km | Gyda Westvold Hansen | Lisa Hirner          | Ida Marie Hagen      |
| 16 marzo 2025    | Oslo                    | Norvegia | Holmenkollen H134           | IC LH/5 km | Gyda Westvold Hansen | Ida Marie Hagen      | Haruka Kasai         |

Legenda:

IN = individuale Gundersen

IC = individuale compact

MS = partenza in linea

NH = trampolino normale

LH = trampolino lungo

### Classifiche

#### Generale
| Pos. | Nome                 | Nazione     | Punti |
| ---- | -------------------- | ----------- | ----- |
| 1    | Nathalie Armbruster  | Germania    | 1130  |
| 2    | Ida Marie Hagen      | Norvegia    | 1042  |
| 3    | Haruka Kasai         | Giappone    | 1029  |
| 4    | Yūna Kasai           | Giappone    | 854   |
| 5    | Gyda Westvold Hansen | Norvegia    | 842   |
| 6    | Léna Brocard         | Francia     | 656   |
| 7    | Minja Korhonen       | Finlandia   | 652   |
| 8    | Jenny Nowak          | Germania    | 609   |
| 9    | Alexa Brabec         | Stati Uniti | 559   |
| 10   | Maria Gerboth        | Germania    | 552   |

#### Compact
| Pos. | Nome                 | Nazione     | Punti |
| ---- | -------------------- | ----------- | ----- |
| 1    | Nathalie Armbruster  | Germania    | 520   |
| 2    | Ida Marie Hagen      | Norvegia    | 480   |
| 3    | Gyda Westvold Hansen | Norvegia    | 440   |
| 4    | Haruka Kasai         | Giappone    | 415   |
| 5    | Yūna Kasai           | Giappone    | 330   |
| 6    | Marte Leinan Lund    | Norvegia    | 285   |
| 7    | Léna Brocard         | Francia     | 275   |
| 8    | Alexa Brabec         | Stati Uniti | 242   |
| 9    | Ema Volavšek         | Slovenia    | 240   |
| 10   | Minja Korhonen       | Finlandia   | 230   |

#### Nazioni
| Pos. | Nazione     | Punti |
| ---- | ----------- | ----- |
| 1    | Germania    | 3279  |
| 2    | Norvegia    | 3019  |
| 3    | Giappone    | 2458  |
| 4    | Austria     | 1533  |
| 5    | Finlandia   | 1031  |
| 6    | Stati Uniti | 956   |
| 7    | Francia     | 739   |
| 8    | Slovenia    | 703   |
| 9    | Italia      | 464   |
| 10   | Polonia     | 325   |